# Smyriodes denticulata
Smyriodes denticulata är en fjärilsart som beskrevs av Swinhoe 1900. Smyriodes denticulata ingår i släktet Smyriodes och familjen mätare. Inga underarter finns listade i Catalogue of Life.